# 정병섭 자살 사건
정병섭 자살 사건(鄭炳燮自殺事件)은 1972년 1월 31일 대한민국 서울특별시 성동구에 거주하던 12세 초등학생(당시에는 국민학생) 정병섭이 스스로 목숨을 끊은 사건이다.

## 개요
1972년 1월 31일 오후 5시 15분경 서울특별시 성동구 하왕십리동에 살던 신설국민학교(현재의 신설초등학교) 6학년생 정병섭(당시 나이 12세)이 스스로 목을 매어 숨졌는데 그의 자살 이유가 충격적이다. 
정병섭은 평소 만화를 탐독하고 만화의 주인공을 그대로 따라하는 만화광이었다. 어느 날 만화 《철인 삼국지》에서 장비가 죽었다가 다시 살아난다는 내용을 본 정병섭은 자신의 누나에게 "만화는 사람이 죽었는데도 살아난다. 나도 한번 죽었다 살아날 수 있는지 시험해 보고 싶다."고 말했고 실제로 실행에 옮겨 스스로 목숨을 끊는다.

### 경과
이 사건으로 대한민국의 교육계에서는 만화를 불량매체로 선정하는 한편 만화중에서는 우량만화만을 읽히기로 결정하였으며 경찰은 서점에서 판매 또는 만화가게에서 대여 되던 모든 불량 만화책을 수거해 소각했다. 대한민국 정부에서는 만화 작가 등 만화 창작 관련 인사 69명을 고발 조치했으며 당시 대한민국에 있던 만화 출판사 58곳 가운데 절반 이상이 등록 취소 조치를 받았다. 만화에 대한 인식이 나빠졌다.